# 维尔京 (犹他州)
维尔京（英文：Virgin），是美国犹他州华盛顿县下属的一座城市。建市于 1857年，面积大约为16.37平方英里（42.4平方公里），海拔约为3,606英尺（1,099米）。根据2010年美国人口普查，该市有人口596人。